# Penitella richardsoni
Penitella richardsoni är en musselart som beskrevs av Kennedy 1989. Penitella richardsoni ingår i släktet Penitella och familjen borrmusslor. Inga underarter finns listade i Catalogue of Life.